# Lista zamachów terrorystycznych w 1972
Poniższa lista prezentuje ataki terrorystyczne w roku 1972.
- Jugosławia,  Czechosłowacja 26 stycznia: samolot McDonnell Douglas DC-9 linii Jugoslovenski Aerotransport, rozbił się po tym, jak na jego pokładzie wybuchła bomba, która został podłożona przez chorwackich Ustaszy, gdy przelatywał nad Hinterhermsdorf w NRD. Po wybuchu samolot wpadł w korkociąg i rozbił się na terenie Czechosłowacji. Zginęło 27 osób (23 pasażerów i 4 członków załogi). Katastrofę przeżyła jedna ze stewardes - Vesna Vulović.
- Stany Zjednoczone 27 stycznia: dwóch policjantów Gregory Foster i Rocco Laurie zostało zastrzelonych w St. Louis przez bojowników Czarnej Armii Wyzwolenia.
- Wielka Brytania 31 stycznia, krwawa niedziela: żołnierze brytyjscy z 1 Regimentu Spadochroniarzy zabili 13 uczestników (czternasty zmarł wkrótce potem w wyniku odniesionych ran) pokojowego marszu protestacyjnego przeciwko prawu umożliwiającemu internowanie każdego Irlandczyka podejrzanego o terroryzm.
- Japonia 19 lutego: Japońska Armia Czerwona porwała 31-letnią kobietę z portierni w Karuizawa. 9 dni później władze próbowały uwolnić kobietę. W akcji odbijania zakładnika zginęło 2 policjantów, a 12 zostało rannych.
- Wielka Brytania 22 lutego: w wybuchu bomby w Aldershot podłożonej przez IRA zginęło 7 cywilów.
- Kanada 4 kwietnia: Sergio Pérez Castillo został zabity przez eksplozję bomby w kubańskim konsulacie w Montrealu.
- Belgia,  Izrael 8 maja: 4 terrorystów Organizacji Wyzwolenia Palestyny porwało samolot lotu Sabena 572 z 109 osobami na pokładzie. Samolot leciał z Brukseli do Tel Awiwu. 16 członków izraelskich sił specjalnych Sajjeret Matkal w wyniku operacji Izotop odbiła samolot, zabiła terrorystów i uwolniła pasażerów.
- Izrael 30 maja: Japońska Armia Czerwona dokonała masakry na lotnisku Lod. Zginęło 26 osób, 78 odniosło rany.
- Włochy 31 maja: grupa karabinierów wpadła w zasadzkę zorganizowana przez ugrupowanie Ordine Nuovo w Savogna d’Isonzo. W wybuchu samochodu-pułapki Fiata 500 zginęło trzech oficerów, dwóch odniosło rany.
- Wielka Brytania 21 lipca krwawy piątek: w wyniku wybuchu 22 bomb podłożonych przez IRA zginęło 9 osób, ponad 130 odniosło rany.
- Wielka Brytania 31 lipca: eksplozja trzech samochodów-pułapek zabiła w Claudy dziewięć osób. Żadna nie przyznała się do zorganizowania zamachu.
- RFN 5 września: podczas olimpiady w Monachium w 1972 organizacja Czarny Wrzesień uprowadziła 11 izraelskich sportowców. Dwóch z nich zabito w hotelu, pozostali zginęli na lotnisku w Monachium, w trakcie próby odbicia z rąk terrorystów.
- Wielka Brytania 19 września: Czarny Wrzesień zabił izraelskiego dyplomatę w Londynie.
- Stany Zjednoczone 27 października: eksplozja samochodu-pułapki w Nowym Jorku. Za zamachem stoi Czarna Armia Wyzwolenia.
- Stany Zjednoczone grudzień: wybuch bomby w biurze podróży w Nowym Jorku.
- Stany Zjednoczone 11 grudnia: kolejny wybuch bomby w Nowym Jorku.